# Gartok
Gartok is een handelsmarkt in Tibet, aan de oever van de Indus, op de weg die van Shigatse en Leh (Sikkim, India) naar het oosten van het Indische district Shimla loopt.
De markt bevindt zich op een hoogte van 4460 meter en ligt aan de voet van de heilige berg Kailash. In het verdrag dat Tibet aan het einde van de Britse Veldtocht in Tibet (1903-1904) sloot, werd Gartok opengesteld voor handel met het Verenigd Koninkrijk, net als de steden Shigatse en Yatung.
Aan het eind van die betreffende veldtocht werd Gartok bezocht door een groep onder leiding van de Britse kapitein Ryder die er slechts enkele tientallen mensen aantrof in de winterkwartieren. In de zomer was de handel er anno 1985 echter volop aan de gang tussen Ladakh en Tibet, met iets minder dan tienduizend handelaren en aanverwanten.